# Poca (Virginia Occidental)
Poca es un pueblo ubicado en el condado de Putnam en el estado estadounidense de Virginia Occidental. En el Censo de 2010 tenía una población de 974 habitantes y una densidad poblacional de 499,42 personas por km².

## Geografía
Poca se encuentra ubicado en las coordenadas 38°28′18″N 81°48′44″O / 38.47167, -81.81222. Según la Oficina del Censo de los Estados Unidos, Poca tiene una superficie total de 1.95 km², de la cual 1.52 km² corresponden a tierra firme y (22.05%) 0.43 km² es agua.

## Demografía
Según el censo de 2010, había 974 personas residiendo en Poca. La densidad de población era de 499,42 hab./km². De los 974 habitantes, Poca estaba compuesto por el 98.67% blancos, el 0.51% eran afroamericanos, el 0% eran amerindios, el 0.21% eran asiáticos, el 0% eran isleños del Pacífico, el 0% eran de otras razas y el 0.62% pertenecían a dos o más razas. Del total de la población el 0.62% eran hispanos o latinos de cualquier raza.